# Lijst van voetbalinterlands Algerije - Tunesië (vrouwen)
Deze lijst van voetbalinterlands is een overzicht van alle officiële voetbalinterlands tussen de nationale vrouwenteams van Algerije en Tunesië. De landen hebben tot nu toe 22 keer tegen elkaar gespeeld. 

## Wedstrijden
| №  | Plaats               | Datum            | Competitie                                | Wedstrijd          | Uitslag |
| -- | -------------------- | ---------------- | ----------------------------------------- | ------------------ | ------- |
| 1  | Alexandrië           | 26 april 2006    | Vriendschappelijk                         | Algerije − Tunesië | 3 − 0   |
| 2  | Tunis                | 5 mei 2007       | Vriendschappelijk                         | Tunesië − Algerije | 2 − 4   |
| 3  | Tunis                | 8 mei 2007       | Vriendschappelijk                         | Tunesië − Algerije | 1 − 2   |
| 4  | Annaba               | 26 juni 2007     | Vriendschappelijk                         | Algerije − Tunesië | 0 − 1   |
| 5  | Annaba               | 29 juni 2007     | Vriendschappelijk                         | Algerije − Tunesië | 4 − 0   |
| 6  | Algiers              | 24 februari 2008 | Afrikaans kampioenschap 2008 kwalificatie | Algerije − Tunesië | 0 − 0   |
| 7  | Béni Khalled         | 8 maart 2008     | Afrikaans kampioenschap 2008 kwalificatie | Tunesië − Algerije | 2 − 1   |
| 8  | Six-Fours-les-Plages | 23 juni 2009     | Vriendschappelijk                         | Algerije − Tunesië | 4 − 0   |
| 9  | Sousse               | 6 november 2009  | Vriendschappelijk                         | Tunesië − Algerije | 1 − 0   |
| 10 | Kolea                | 22 mei 2010      | Afrikaans kampioenschap 2010 kwalificatie | Algerije − Tunesië | 1 − 1   |
| 11 | Tunis                | 5 juni 2010      | Afrikaans kampioenschap 2010 kwalificatie | Tunesië − Algerije | 0 − 1   |
| 12 | Algiers              | 23 mei 2014      | Afrikaans kampioenschap 2014 kwalificatie | Algerije − Tunesië | 2 − 1   |
| 13 | Bizerte              | 8 juni 2014      | Afrikaans kampioenschap 2014 kwalificatie | Tunesië − Algerije | 2 − 3   |
| 14 | Bologhine            | 15 december 2015 | Vriendschappelijk                         | Algerije − Tunesië | 1 − 1   |
| 15 | Sidi Moussa          | 18 december 2015 | Vriendschappelijk                         | Algerije − Tunesië | 1 − 3   |
| 16 | Le Kram              | 20 februari 2020 | Vriendschappelijk                         | Tunesië − Algerije | 1 − 1   |
| 17 | Caïro                | 3 september 2021 | Vriendschappelijk                         | Algerije − Tunesië | 2 − 2   |
| 18 | Ariana               | 25 november 2021 | Vriendschappelijk                         | Tunesië − Algerije | 0 − 1   |
| 19 | Ariana               | 28 november 2021 | Vriendschappelijk                         | Tunesië − Algerije | 2 − 4   |
| 20 | Tunis                | 4 april 2024     | Vriendschappelijk                         | Tunesië − Algerije | 2 − 1   |
| 21 | Tunis                | 7 april 2024     | Vriendschappelijk                         | Tunesië − Algerije | 2 − 2   |
| 22 | Casablanca           | 10 juli 2025     | Afrikaans kampioenschap 2025              | Algerije − Tunesië | 0 − 0   |

## Samenvatting
| Competitie                           | Totaal gespeeld | Winst Algerije | Gelijk | Winst Tunesië | Doelsaldo Algerije – Tunesië |
| ------------------------------------ | --------------- | -------------- | ------ | ------------- | ---------------------------- |
| Afrikaans kampioenschap              | 1               | 0              | 1      | 0             | 0 − 0                        |
| Afrikaans kampioenschap kwalificatie | 6               | 3              | 2      | 1             | 8 − 6                        |
| Vriendschappelijk                    | 15              | 7              | 4      | 4             | 30 − 18                      |
| Totaal                               | 22              | 10             | 7      | 5             | 38 − 24                      |